# Liste der Biografien/Ely
Liste der Biografien |
Portal Biografien |
Personensuche
# |
A |
B |
C |
D |
E |
F |
G |
H |
I |
J |
K |
L |
M |
N |
O |
P |
Q |
R |
S |
T |
U |
V |
W |
X |
Y |
Z |
?
 
Ea |
Eb |
Ec |
Ed |
Ee |
Ef |
Eg |
Eh |
Ei |
Ej |
Ek |
El |
Em |
En |
Eo |
Ep |
Eq |
Er |
Es |
Et |
Eu |
Ev |
Ew |
Ex |
Ey |
Ez
 
Ela |
Elb |
Elc |
Eld |
Ele |
Elf |
Elg |
Elh |
Eli |
Elj |
Elk |
Ell |
Elm |
Eln |
Elo |
Elp |
Elr |
Els |
Elt |
Elu |
Elv |
Elw |
Ely |
Elz
Die Liste der Biografien führt alle Personen auf, die in der deutschsprachigen Wikipedia einen Artikel haben. Dieses ist eine Teilliste mit 39 Einträgen von Personen, deren Namen mit den Buchstaben „Ely“ beginnt.

## Ely
- Ely, Achsah Mount (1846–1904), US-amerikanische Mathematikerin und Hochschullehrerin
- Ely, Alfred (1815–1892), US-amerikanischer Politiker
- Ely, Bonita (* 1946), australische Environmental Art-Künstlerin
- Ely, David (* 1927), amerikanischer Journalist und Schriftsteller
- Ely, Eugene Burton (1886–1911), amerikanischer Flugpionier, dem der erste Abflug und die erste Landung von einem provisorischen Flugzeugträger zugeschrieben wird
- Ely, Frederick D. (1838–1921), US-amerikanischer Politiker
- Ely, Hanson E. (1867–1958), US-amerikanischer Offizier, Generalmajor der US Army
- Ely, Heinrich junior (1849–1897), deutscher Glasmaler
- Ely, Heinrich senior (1821–1886), deutscher Glasmaler
- Ely, Henry (1939–2021), dominikanischer Opernsänger (Tenor)
- Ely, Janet (* 1953), US-amerikanische Wasserspringerin
- Ely, Joe (* 1947), US-amerikanischer Country- und Rock-Sänger und Songwriter
- Ely, John (1774–1849), US-amerikanischer Arzt und Politiker
- Ely, Joseph B. (1881–1956), US-amerikanischer Politiker
- Ely, Ludwig (1849–1897), deutscher Glasmaler
- Ély, Paul (1897–1975), französischer General
- Ely, Peter-Jürgen (* 1939), deutscher Unternehmer und Diplomat
- Ely, Phillip (* 1993), US-amerikanischer American-Football-Spieler und American-Football-Trainer
- Ely, Richard (1854–1943), amerikanischer Ökonom
- Ely, Rodrigo (* 1993), brasilianischer Fußballspieler
- Ely, Ron (1938–2024), US-amerikanischer Schauspieler und Autor
- Ely, Shy (* 1987), US-amerikanischer Basketballspieler
- Ely, Shyra (* 1983), US-amerikanische Basketballspielerin
- Ely, Smith junior (1825–1911), US-amerikanischer Politiker
- Ely, William (1765–1817), US-amerikanischer Politiker

### Elya
- Elya, John Adel (1928–2019), libanesischer Ordensgeistlicher und melkitischer Bischof von Newton (USA)
- Elyanna (* 2002), palästinensisch-chilenische MusikerinElyanna (* 2002)

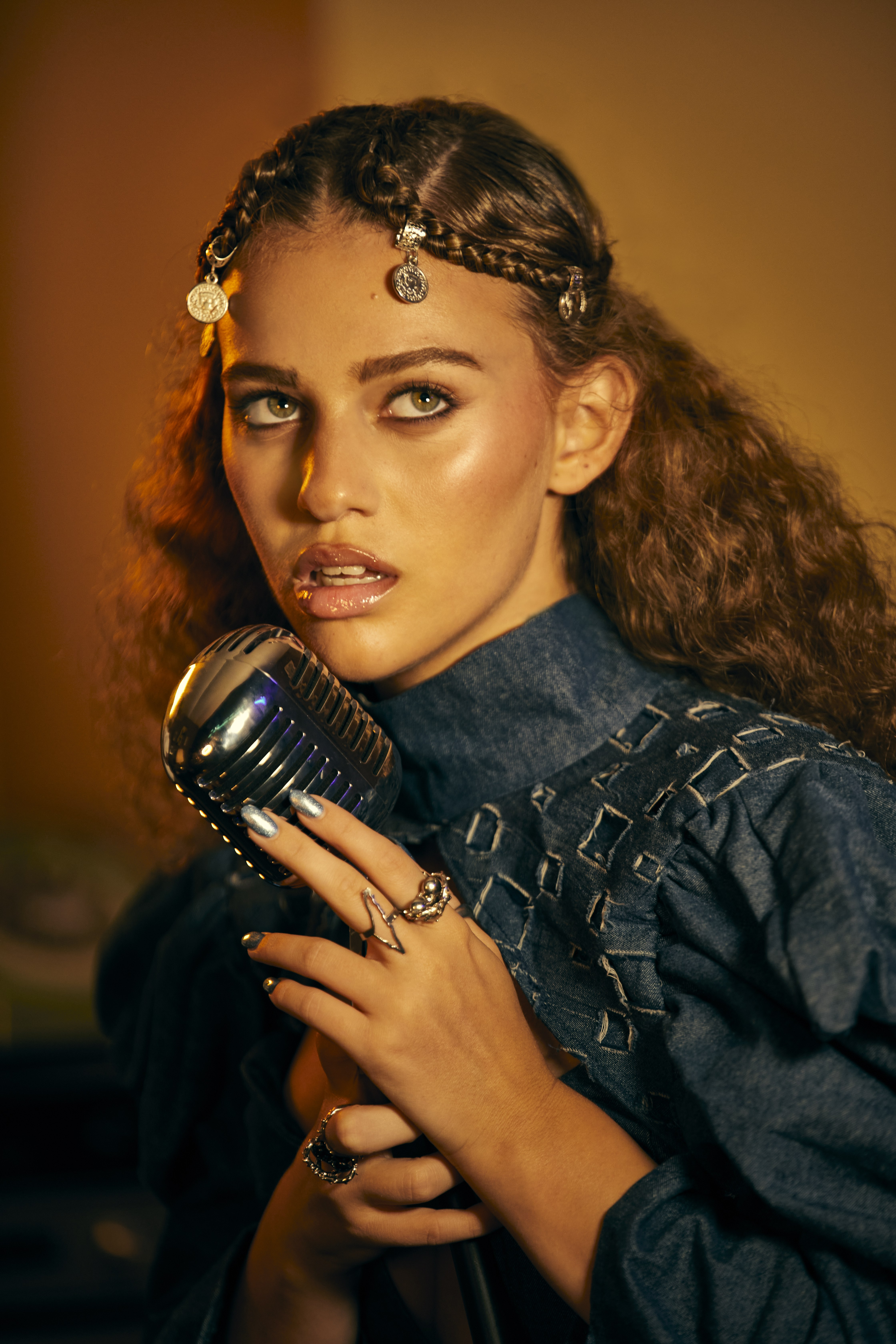
Elyanna (* 2002)

- Elyas, Nadeem (* 1945), saudi-arabischer Islamwissenschaftler und Mediziner
- Elyashiv, Joseph Schalom (1910–2012), israelischer charedischer Rabbiner und Posek
- Elyashiv, Yaron (* 1981), israelischer Jazzmusiker (Saxophon)

### Elye
- Elye, Konrad († 1423), Bischof von Basel

### Elym
- Elymas, jüdischer Magier

### Elyn
- Elynuik, Pat (* 1967), kanadischer Eishockeyspieler

### Elyo
- Elyot, Thomas († 1546), englischer Schriftsteller
- Elyounoussi, Mohamed (* 1994), norwegischer Fußballspieler
- Elyounoussi, Tarik (* 1988), norwegischer Fußballspieler

### Elys
- Elyse, Gabrielle (* 1996), US-amerikanische Tänzerin, Sängerin und Schauspielerin
- Elysée, Jean Rigalle (1927–2017), haitianischer anglikanischer Bischof

### Elyt
- Elytis, Odysseas (1911–1996), griechischer Dichter, Literaturnobelpreisträger und Künstler